# Чигринец, Пётр Алексеевич
Пётр Алексеевич Чигринец (21 июня 1907, станица Гродековская, Приморская область, Российская империя — 1987, Ульяновск) — директор совхоза «Бурненский» Джувалинского района, Джамбулская область, Казахская ССР. Герой Социалистического Труда (1966).

## Биография
Родился в 1907 году в крестьянской семье в станице Гродековская (сегодня — посёлок Пограничный Приморского края). В 1932 году окончил Тимирязевскую академию. С 1934 года трудился на различных должностях в сельском хозяйстве Джувалинского района Джамбулской области. Возглавлял отдел естественных зарослей, работал агрономом-семеноводом, главным агрономом районного отдела сельского хозяйства.
В ноябре 1941 года призван в Красную Армию по мобилизации. С 1942 года участвовал в Великой Отечественной войне. В последние годы войны служил командиром роты Гомельского пехотного училища. В ноябре 1946 года демобилизовался в звании старшего лейтенанта и возвратился в Джувалинский район, где продолжил трудиться в сельском хозяйстве.
В марте 1952 года назначен первым директором нового Бурненского каучукового совхоза. В феврале 1953 года совхоз был передан в ведение Министерства обороны, в нём стали выращивать овощи и развивать молочно-мясное производство. Вывел совхоз в число передовых сельскохозяйственных предприятий Джамбулской области. За годы СемилеткаСемилетки (1959—1965) производительность картофеля в совхозе возросла до 219 центнеров с гектара. Себестоимость картофеля в 1965 году составила 4 рубля за центнер. Указом Президиума Верховного Совета СССР от 22 марта 1966 года удостоен звания Героя Социалистического Труда за «достигнутые успехи в развитии животноводства, увеличении производства и заготовок мяса, молока, яиц и шерсти и другой продукции» с вручением ордена Ленина и золотой медали «Серп и Молот» (№ 11284).
Совхоз неоднократно участвовал в работе Всесоюзной выставки ВДНХ. Избирался депутатом Джувалинского районного и сельского Советов депутатов трудящихся.
После выхода на пенсию переехал в Ульяновск. Умер в 1987 году. Похоронен на Северном (Ишеевское) кладбище.
Награды
- Герой Социалистического Труда
- Орден Ленина
- Медаль «За победу над Германией в Великой Отечественной войне 1941—1945 гг.»
- Серебряная медаль ВДНХ — трижды.